# All
|  | Per a altres significats, vegeu «All (Isòvol)». |

L'all (Allium sativum) és una hortalissa de la família de les amaril·lidàcies. Té un bulb arrodonit i comestible, anomenat cabeça, compost de nombroses unitats, anomenades bulbils, coneguts amb els nom de grans, grills o grums. La paraula prové del mot llatí alium o allium amb el mateix sentit. També pot rebre el nom d'all roig.
L'all és un ingredient indispensable de la cuina mediterrània des de fa més de cinc mil anys. És originari de l'Àsia central, possiblement del Kirguizstan i Kazakhstan, i segurament deriva de l'espècie asiàtica Allium Longicuspis. Des d'Àsia es va estendre àmpliament per tot Europa, i des d'allà al continent americà. Als Països Catalans l'all es cultiva a gran escala i es pot trobar en la majoria dels horts. A més de l'all madur, es consumeix també l'«all tendre», que són les plantes joves, amb el mateix sabor però amb menys picor, olor i potència gustativa, i millor digestió.
Se'n troba al mercat durant tot l'any, ja que floreix entre finals de primavera i començaments d'estiu. La resistència que presenta el fruit fa que es conservi en perfecte estat durant molt de temps un cop recol·lectat i guardat en un lloc fresc.

## Descripció
És un geòfit bulbós, en forma herbàcia perenne de 30 a 60 cm d'altura que presenta una olor forta quan és triturat. L'arrel és formada per diversos bulbs o cabeces, cadascun dels quals conté aproximadament entre 6 i 12 bulbils, denominats alls. Cada bulbil o all es troba envoltat per una túnica blanca membranosa, de vegades d'un color vermellós, transparent, molt fina i prima semblant a les que recobreixen la part exterior del bulb. Aquest conjunt s'anomena «cabeça». De la part inferior del bulb neix la rel pròpiament dita, fasciculada, que arriba fàcilment als 50 cm de profunditat i es fica al sòl amb la funció de fixar la planta i també nodrir-la. Els alls es disposen circularment al voltant d'una tija erecta, rígida, buida, central, i que és capaç d'assolir normalment al voltant de 5 a 150 cm d'altura. Les fulles es disposen fusionades pels seus marges formant túniques al voltant de la tija principal. Són lineals, oposades, no carnoses sinó herbàcies, primes, planes, allargades, agudes, sòlides, piperàcies (aspecte i tacte de paper) quan s'assequen i d'uns 1,0 a 2,5 cm d'ample i 30 a 60 cm de llarg. Aquestes formen a la base una beina, i el limbe és sèssil, cintat, amb els marges paral·lels. La secció té forma de "V", i el nervi mitjà està molt ressaltat per l'anvers. Són glabres, de color verd, més llargues a mesura que van sortint i de vegades es tomben cap a un costat. El limbe fa des de 45 cm a més de 60 cm de longitud, i entre 30 i 40 mm d'amplada màxima.
La inflorescència consisteix en una cima umbel·liforme envoltada per una gran estructura foliàcia anomenada espata, que es retira durant la floració. Les flors són petites, hermafrodites, amb el perigoni de color blanc, rosat o violaci. El nombre de flors és variable, de vegades no n'hi ha i poc sovint estan obertes. Els tèpals tenen sis pètals sense soldar (dialipètales) formant una rotàcia i amb una simetria actinomorfa. L'androceu està constituït per sis estams opositipètals i el gineceu és tricarpel·lar amb un pistil que acaba amb un estigma filiriforme que fructifica en una càpsula petita. Així, en tractar-se d'una planta cultivada des de l'antiguitat, ha anat perdent la capacitat de reproducció sexual i només es pot propagar per via vegetativa.
A la zona d'origen de l'Àsia central encara hi ha petites poblacions d'alls salvatges i fèrtils que podrien tenir un paper important per a desenvolupar nous cultivars amb millor qualitat (resistència, mida, tolerància de temperatures més extremes, etc.). Aquestes poblacions són rares i amenaçades i la seva protecció és difícil per la inestabilitat política de la zona.

### Varietats principals
- La varietat blanca, en què la túnica membranosa és de color blanc, presenta bulbs grans i compactes amb bulbils regulars. De totes tres varietats, n'és la més comuna, s'adapta a la tardor i presenta una bona adaptabilitat i conservació. L'all de Belltall n'és una varietat no certificada, conreat en secà, a vuit-cents metres d'altitud.[7]
- La varietat rosa es caracteritza per tenir la túnica membranosa de color blanc rosat o bé blanc groguenc; forma bulbs grans amb més de 20 bulbils, que són petits i menys regulars respecte a la varietat d'all blanc. La maduració és més curta que la de l'espècie blanca i per la seva escassa conservabilitat es consumeix principalment com a all fresc.
- La vermella en presenta una cabeça més gran enfront de les altres espècies; és regular i ben formada. Aquesta última varietat és més rica en olis essencials i es conserva durant molt de temps, considerada com típica del país i un producte d'exportació, malgrat la concurrència de l'all blanc.[8] Fins als anys 1970 l'all de Banyoles era molt conegut, però la concurrència de productes més barats en va propiciar l'ocàs.[9]

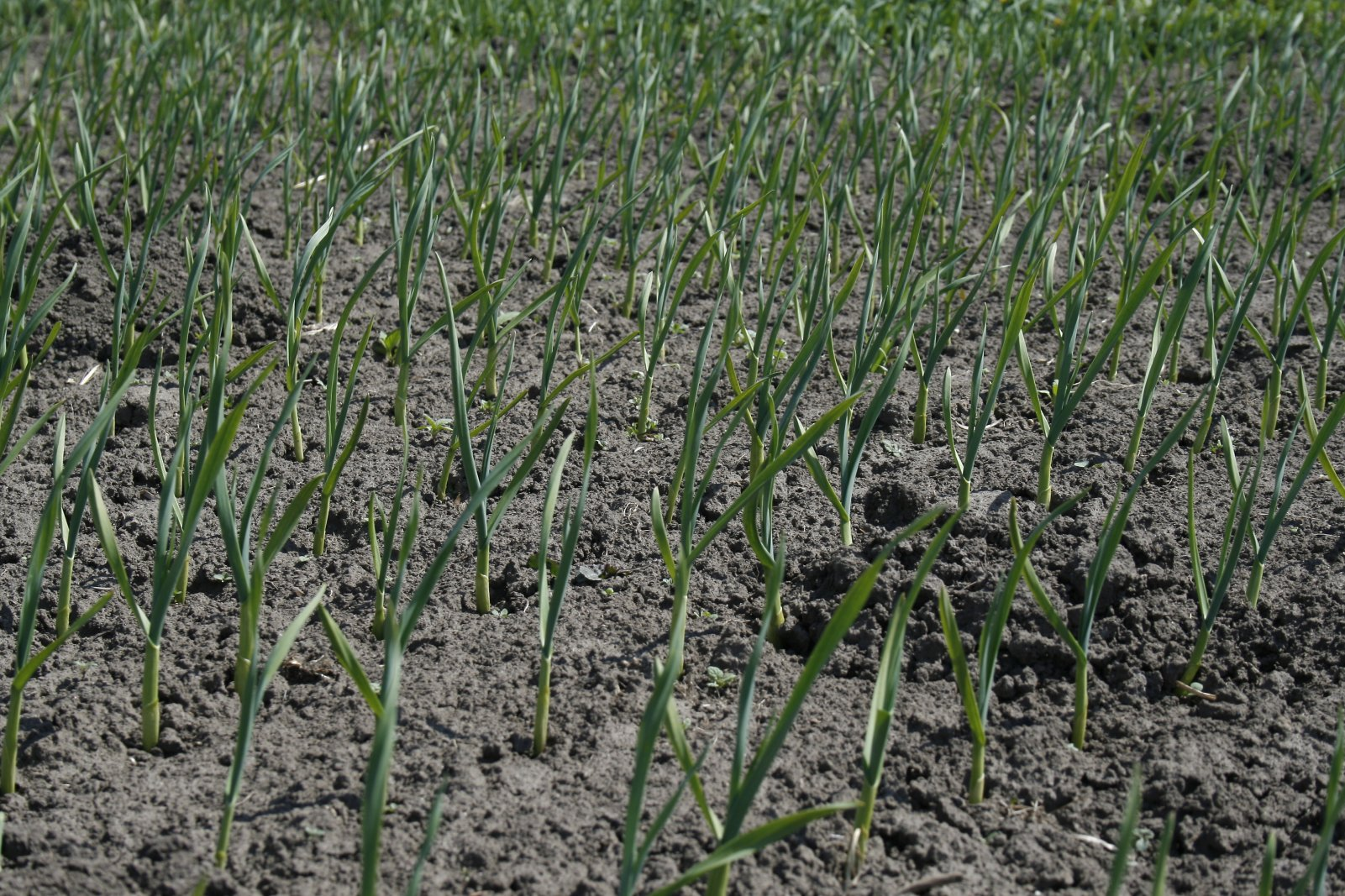
Visió general de plantes d'all
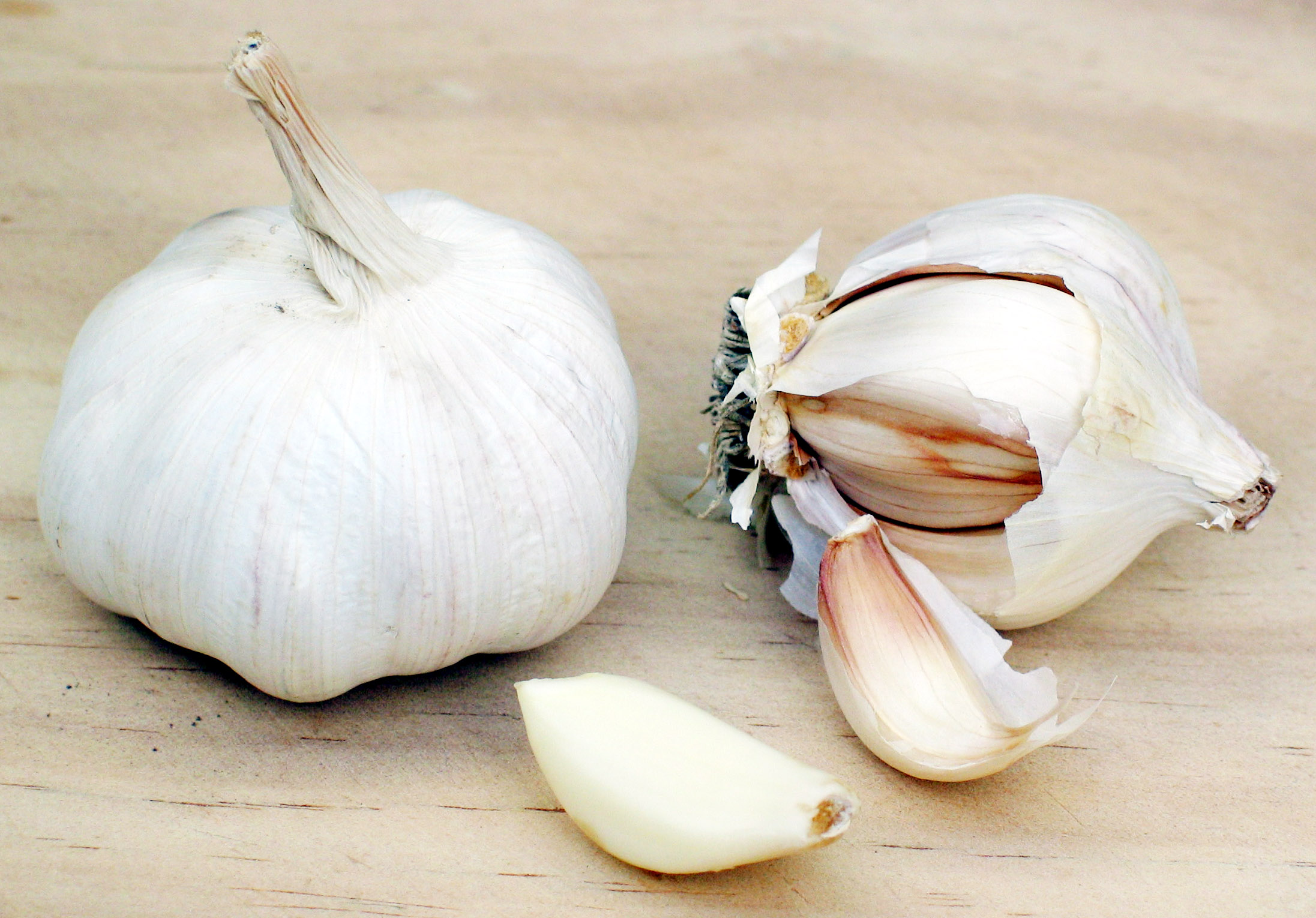
Bulb d'all i bulbils extrets, és a dir, cabeça d'all i uns alls solts
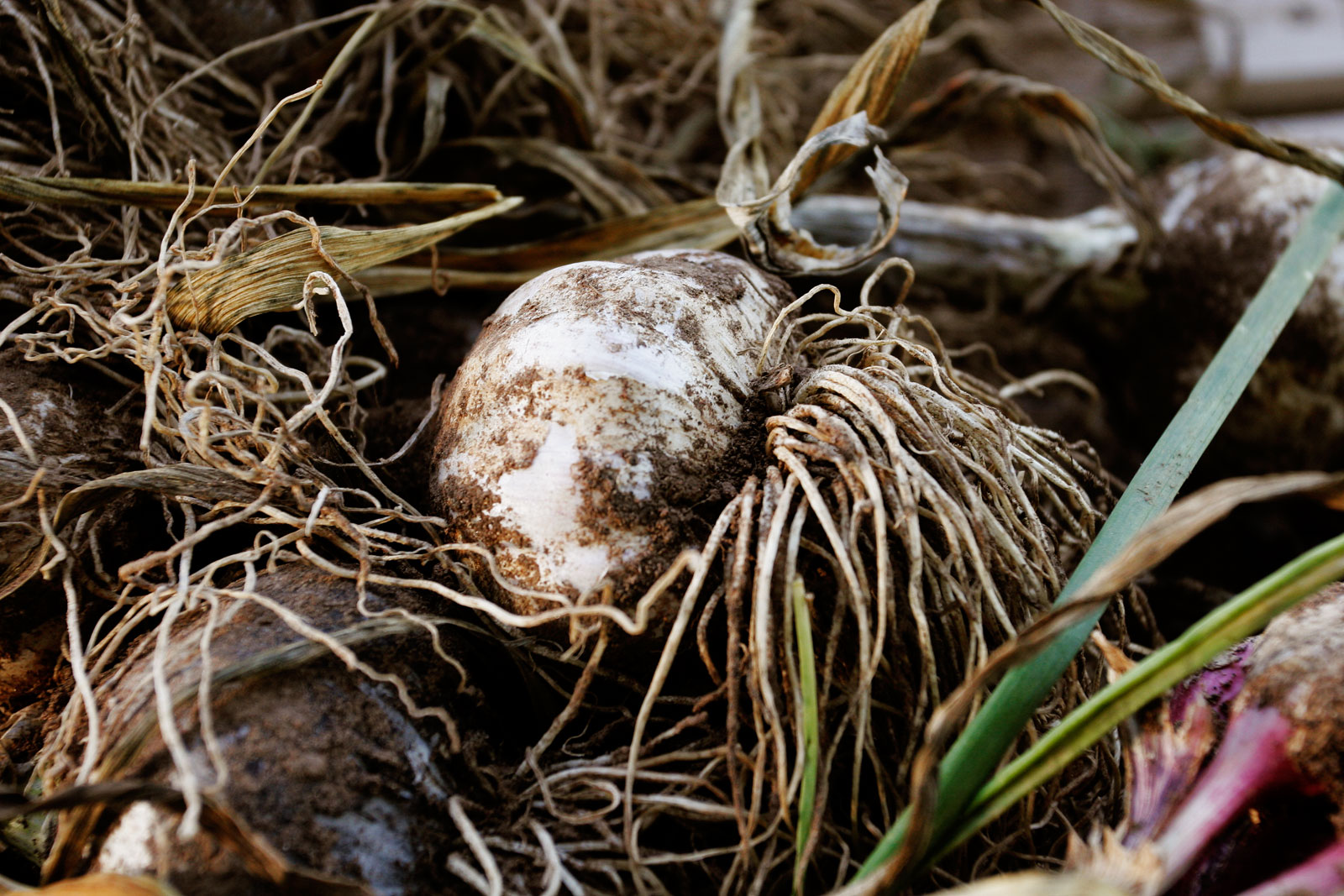
Rel de l'all
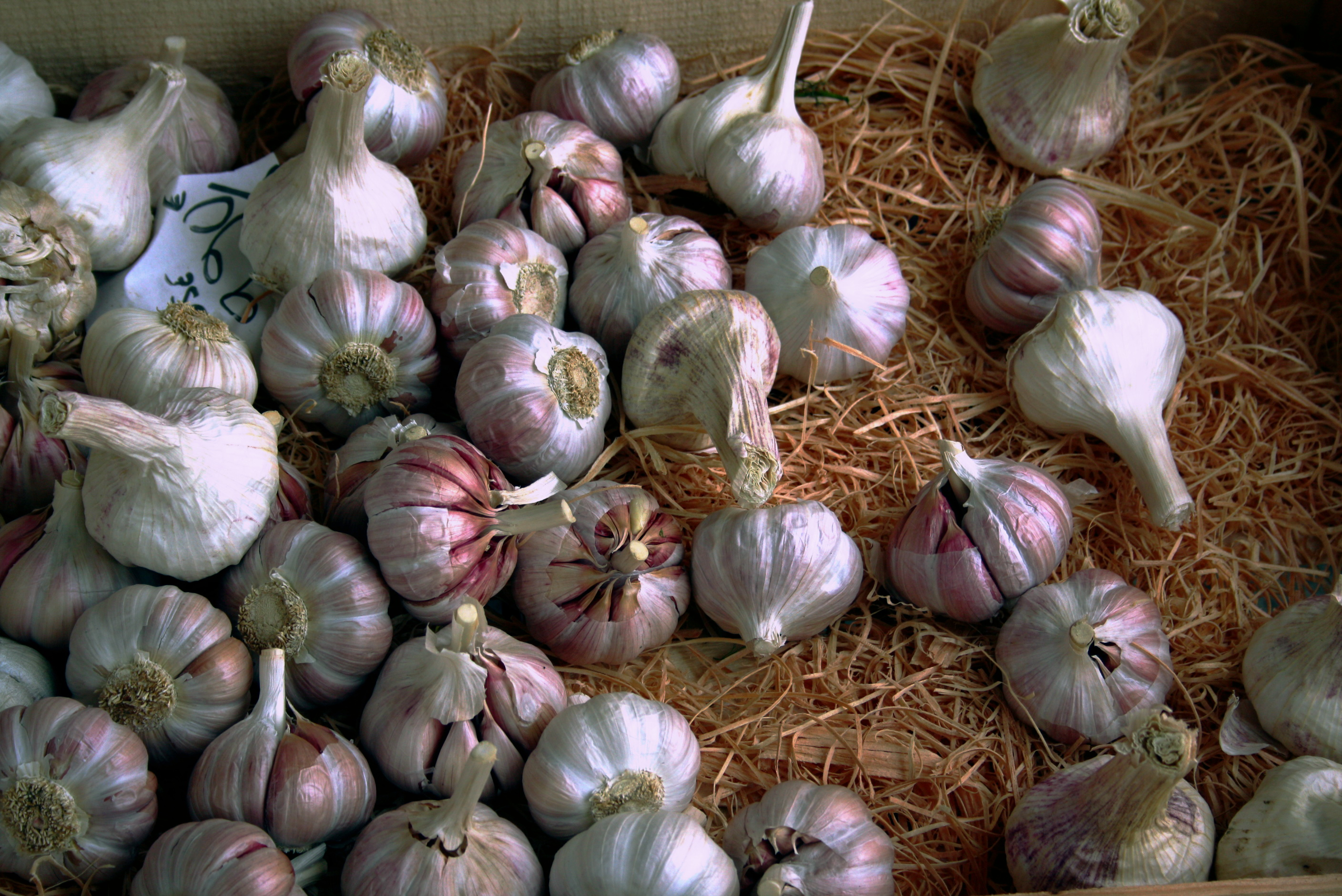
Alls vermells

## Cultiu
Creix tant en llocs freds com càlids, i requereix la llum directa del sol. Tolera les glaçades. Les varietats de primavera proporcionen collites més generoses que les de tardor, però es conserven pitjor. Creix sobre terrenys arenosos, profunds, ben drenats, amb continguts moderats de calci i rics en potassi. Els bulbs d'all es podreixen amb terra densa i grassa, per aquest motiu no s'han de cultivar en terres orgàniques i tampoc es poden utilitzar fems. S'adapta molt bé a la majoria de sòls on es cultiven cereals i, tot i que no és una planta molt exigent amb el clima, adquireix un sabor més picant en climes freds. Segons les circumstàncies, s'obté un rendiment de 12 a 20 tones per hectàrea.
Si es fa servir cultiu de rotació, es combina en acabar el de la col o el cogombre. Es pot plantar directament a terra, en files separades de 20 cm, amb una distància entre els grans, dins la filera, de vuit a deu centímetres. La profunditat depèn de la qualitat del terreny, en general uns 5 cm. La recollida es duu a terme quan les fulles comencen a fer-se groguenques. Els bulbs es deixen assecar a l'ombra en lloc sec per evitar que brotin.
En hiverns humits pateix atacs de fongs. Es recomana adob en proporció N/P/K de 4/12/20, en què l'alta quantitat de potassi ajuda a la conservació dels bulbs. Esporàdicament els ataquen ocells i cal protegir-los adientment amb xarxa. No té gaire plagues, excepte unes poques larves de mosques o d'escarabats. En l'agricultura ecològica, es fa servir un infusió a base de vint grams d'all per litre contra insectes, àcars i altres malalties. Nogensmenys, la propagació vegetativa, l'única possible, té uns inconvenients majors: podridura, germinació prematura, baix rendiment, transferència de malalties d'un any a l'altre. Ja se n'han desenvolupat variants que es poden sembrar, però el resultat encara no és convincent, ni pel gust, ni pel rendiment.

## Farmacologia
La part utilitzada com a droga és el bulb o extractes d'aquest. En general les característiques de l'all depenen de la riquesa del sòl on creix.

### Composició química
- Sulfòxids (2,3%). Derivats de l'alquilcisteïna com alliïnes (alilalliïna, propenilalliïna i metilalliïna), olis essencials (0,2 a 0,3%) com la garlicina o el sulfòxid de alilcisteïna del bulb intacte. Quan el bulb és triturat o partit, l'al·liïna (inodora) s'hidrolitza per l'al·liïnasa i produeix al·licina (responsable de l'olor característica de l'all), que es transforma ràpidament en disulfur d'al·lil.
- Polisacàrids homogenis. Fructosanes (fins a un 75%),
- Saponines triterpèniques (0,07%),
- Sals minerals (2%): ferro, sílice, sofre i iode,
- Petites quantitats de vitamines (A, B1, B3, B6, C) i adenosina,
- Per destil·lació pot donar 0,25% d'oli essencial.

### Usos medicinals
L'all es va utilitzar per a alleujar tota una mena de problemes de salut, pel seu alt contingut en composts organosulfurats. El principal component actiu n'és l'al·liïna (S-al·lil—cisteïnasulfòxid), un important antioxidant cardioprotectiu i neuroprotectiu. Contribueix a baixar els nivells de glucosa, insulina, triglicèrids i àcid úric en la sang; ajuda contra la resistència a la insulina i redueix els nivells de citocina. Els principals efectes positius, provats per estudis clínics, són la prevenció del deteriorament de l'aparell circulatori i la pèrdua de gana.
Segons un metaestudi del 2007 amb infants, uns fàrmacs a base d'all van demostrar ser eficaços en infeccions de les vies respiratòries superiors, en la reducció del dolor en otitis infecciosa. No hi havia cap efecte provat en problemes cardiovasculars infantils. L'efecte en la pressió sanguínia i la concentració de lípids en la sang necessita més estudis per a poder treure conclusions clares. Hi ha una contraindicació important: l'ús tòpic d'all cru, com tractament antiviral o antipirètic en la pell jove pot causar cremades.
Sense proves experimentals o clíniques en la medicina popular s'ha utilitzat com a afrodisíac, com una panacea contra bronquitis, aerofàgia, dispèpsies, espasmes abdominals, amenorrea i diabetis. Típicament s'ha utilitzat per al tractament de durícies, berrugues, otitis, artritis, artràlgies, neuràlgies o ciàtica. Els egipcis ja l'utilitzaven com un remei per als dolors i els grecs feien menjar un all cru als atletes abans de cada competició, ja que el consideraven com una font de fortalesa física. Així mateix, es va fer servir contra la pesta, i també durant les dues guerres mundials per al tractament de ferides, del còlera o del tifus.

### Farmacologia
Entre d'altres, s'han descrit els següents efectes farmacològics:
- Hipolipemiant: disminueix el nivell de colesterol LDL en la sang (colesterol nociu), i té un efecte cardioprotector; no afecta els nivells de triacilglicerols cardiosaludables i necessaris per al cos. D'aquesta manera l'all contribueix a la prevenció de malalties coronàries i accidents vasculars cerebrals.
- Vasodilatador perifèric: aquest efecte causa un augment del calibre dels vasos i es produeix per una reducció d'agents vasopressors com ara les prostaglandines i angiotensina II, i per una activació d'un òxid nítric sintetasa que produeix òxid nítric.
- Antihipertensiu: aquest efecte és causat per l'efecte vasodilatador. En dosis elevades, l'all provoca un descens de la tensió arterial, tant de la màxima com de la mínima.
- Antiagregant plaquetari: impedeix la tendència excessiva de les plaquetes sanguínies a agrupar-se formant coàguls, i també actua com a fibrinolític (desfà la fibrina,que és la proteïna que forma els coàguls sanguinis). D'aquesta manera s'aconsegueix augmentar la fluïdesa de la sang i fa que sigui recomanable a totes aquelles persones que han patit embòlies, trombosis...
- Hipoglucemiant: l'all normalitza el nivell de glucosa sanguínia i, per tant, és bo que l'utilitzin els diabètics i els obesos.
- Antibiòtic i antisèptic general: l'all té també una acció antibiòtica contra diversos microorganismes (Escherichia coli, Salmonella typhi, estafilococs i estreptococs, diversos fongs, alguns virus...). El poder bactericida de l'all en el conducte intestinal és selectiu, de manera que, a diferència dels antibiòtics sintètics, regula la flora intestinal i no la destrueix, ja que només actua sobre els bacteris patògens.
- Estimulant de les defenses: l'all augmenta l'activitat de les cèl·lules defensives de l'organisme, limfòcits i macròfags i, per tant, estimula la resposta immunològica i ajuda el sistema immunitari de l'organisme a resistir les infeccions. S'està utilitzant l'all com a complement en el tractament de la sida.[18]
- Anticancerós: hi ha estudis[19] que haurien demostrat que l'all bloqueja la formació de certs carcinògens, denominats nitrosamines, que poden produir-se durant la digestió de determinats aliments. L'al·liïcina, un dels seus principis actius, impediria la proliferació del bacteri Helicobacter pylori, relacionat amb les úlceres d'estómac, que pot afavorir el desenvolupament de càncer d'estómac.[20]
- La medicina popular li atribueix un efecte vermífug, d'afavorir la digestió i de «sanejar el cos»,[21] cosa que no s'ha provat de manera científica.[22]

### Toxicitat
La toxicitat de l'all és molt escassa. L'ús de l'all en dosis elevades, especialment cru o en extractes, està desaconsellat en casos d'hemorràgia, ja sigui de causa traumàtica (ferides, accidents, etc.) o menstrual (regles abundants). Així doncs, per la seva acció anticoagulant, dosis altes d'all poden perllongar les hemorràgies i dificultar els processos de coagulació. Així mateix, la seva ingestió continuada i abusiva (habitualment més de tres o quatre alls al dia) pot provocar una certa irritació a l'estómac i així originar dolors abdominals, nàusees, vòmits, diarrees, etc. Pot també generar aquests mateixos afectes en persones que ingereixen all tenint l'estómac buit. No és aconsellable la ingestió durant la lactància, ja que els sulfòxids poden accedir a la llet materna i conferir-li un sabor desagradable. Ha estat demostrat que l'all pot generar de tant en tant reaccions al·lèrgiques o asmàtiques, o dermatitis després d'haver inhalat la droga. L'únic efecte secundari desagradable freqüent és alè d'all, ja que no li agrada a tothom, tant per la persona que l'ha ingerit com per les persones del voltant.

## L'all en la cultura
L'all té un gran simbolisme interpretat de maneres diferents arreu del món. Segons Plini, l'all seria eficaç contra les mossegades de la serp hemorhus. Com que l'all protegiria del mal d'ull, tant a Sicília, Itàlia, Grècia com a l'Índia, es troben cabeces d'all trenades, lligades amb llana vermella. A Grècia, només el fet de pronunciar la paraula «skordo» (grec per 'all') conjura la mala sort. L'all va ser introduït al nord d'Europa per l'exèrcit romà.
Els pastors dels Carpats, abans de munyir per primera vegada les ovelles, es refreguen les mans amb all beneït amb la finalitat de protegir el ramat de les mossegades de serps. També es diu que és afrodisíac. Segons la tradició, l'all té la reputació d'allunyar els vampirs i el diable, probablement per l'associació de la serp amb el mal, que va unir-se a Europa central a la figura demoníaca del vampir. A Catalunya, l'all, junt amb la ceba, a l'edat mitjana es considerava un aliment de pobres, que els rics no menjaven, almenys no en públic. Francesc Eiximenis esmenta aquesta qüestió al segle xiv. Igual com Don Quixot que no estima l'olor d'all de Dulcinea i que desconsella a Sancho Panza de menjar alls, per preservar l'honor el dia que sigui nomenat governador de l'Ínsula de Baratària. No obstant això, l'all i la ceba són ben presents en els tractats de cuina aristocràtica, del Sent Soví a Mestre Robert.
En algunes cultures es lliga l'all als esperits del més enllà. Per exemple, a Sibèria alguns pobles pensaven que un senyal que rondaven ànimes en pena era una olor d'all sense origen clar. A l'altre extrem del globus, a Borneo, l'all ajuda a localitzar els esperits perduts perquè puguin reposar en pau.